# West Hamlin
West Hamlin és una població dels Estats Units a l'estat de Virgínia de l'Oest. Segons el cens del 2000 tenia 696 habitants.

## Demografia
Segons el cens del 2000, West Hamlin tenia 696 habitants, 305 habitatges, i 190 famílies. La densitat de població era de 497,6 habitants per km².
Dels 305 habitatges en un 29,2% hi vivien nens de menys de 18 anys, en un 43,3% hi vivien parelles casades, en un 16,7% dones solteres, i en un 37,4% no eren unitats familiars. En el 35,1% dels habitatges hi vivien persones soles el 19,7% de les quals corresponia a persones de 65 anys o més que vivien soles. El nombre mitjà de persones vivint en cada habitatge era de 2,26 i el nombre mitjà de persones que vivien en cada família era de 2,88.
Per edats la població es repartia de la següent manera: un 25,1% tenia menys de 18 anys, un 6,8% entre 18 i 24, un 25,1% entre 25 i 44, un 24,7% de 45 a 60 i un 18,2% 65 anys o més.
L'edat mediana era de 40 anys. Per cada 100 dones de 18 o més anys hi havia 82,2 homes.
La renda mediana per habitatge era de 19.250 $ i la renda mediana per família de 27.308 $. Els homes tenien una renda mediana de 32.857 $ mentre que les dones 21.250 $. La renda per capita de la població era de 13.072 $. Entorn del 28,9% de les famílies i el 35,4% de la població estaven per davall del llindar de pobresa.

## Poblacions més properes
El següent diagrama mostra les poblacions més properes.